# Mare de Déu de Medjugorje

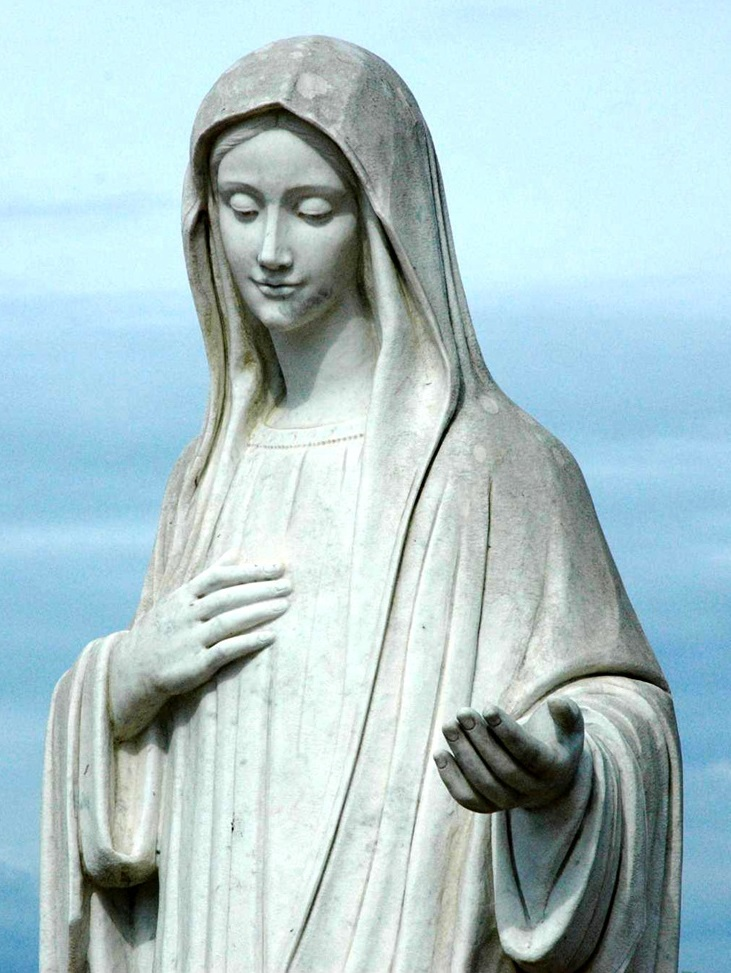
Estàtua de la Mare de Déu de Medjugorje

La Mare de Déu de Medjugorje és una advocació mariana nascuda l'any 1981 a Medjugorje (Antiga Iugoslàvia) després de l'inici d'unes suposades aparicions de Maria de Natzaret a sis nens del poble. És especialment coneguda amb el títol de Reina de la Pau.